# Bildkreis

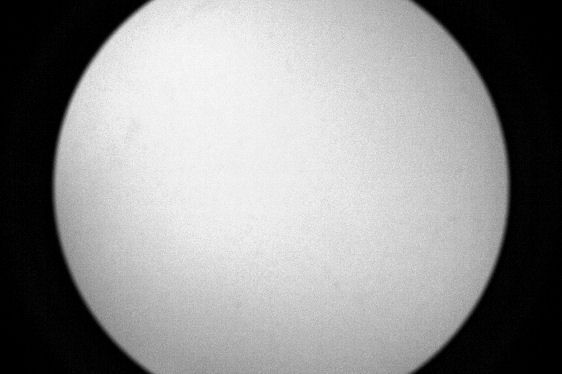
Bildkreis eines Objektives (gerechnet für Sensoren im APS-C Format), der sichtbar wird, wenn das Objektiv an eine Kamera mit Sensor im Kleinbildformat angesetzt wird.

Der Bildkreis beschreibt in der Fotografie jenen Bereich, den ein Objektiv bildseitig ausleuchten kann. Damit der Film oder der Sensor vollständig beleuchtet wird, muss der Durchmesser des Bildkreises mindestens so groß sein wie die Diagonale des Film- bzw. Sensorformats.
Es ist möglich, Objektive mit einem großen Bildkreis (z. B. für Kleinbildformat) an einer Kamera mit dem kleineren Sensor (z. B. APS-C) zu verwenden. Wird hingegen ein Objektiv mit kleinem Bildkreis zusammen mit einer Kamera mit großem Sensor verwendet, wird der Bildkreis im Bild sichtbar (siehe Abbildung). Die Übergangszone am Rand des Bildkreises von der beleuchteten zur unbeleuchteten Fläche ist sehr klein und in ihrer Wirkung nicht mit der Vignettierung oder dem Randlichtabfall zu verwechseln.
Insbesondere Fachkameras benötigen Objektive mit besonders großem Bildkreis, um weitgehende Verstellungen zuzulassen. Tilt- und Shift-Objektive, die ähnliche Verstellmöglichkeiten wie die Fachkameras zulassen, haben eine eingebaute Begrenzung, die eine Verstellung nur innerhalb des Bildkreises zulässt.
Als Bildfeld wird der Teil einer Originalvorlage, der auf einem Dia oder einem Transparent im Maskenausschnitt (Rahmenausschnitt, auch Nutzfläche genannt), dem für den Lichtdurchgang zur Verfügung stehenden Teil der Fläche eines Dias oder Transparents, sichtbar ist, bezeichnet.

## Berechnung
Der mindestens erforderliche Bildkreisdurchmesser eines Objektivs errechnet sich als Diagonale des Negativs bzw. rechteckigen Sensors nach dem  Satz des Pythagoras mit der Formel
{\displaystyle \varnothing _{\text{Bildkreis}}=D_{\text{min}}={\sqrt {B^{2}+H^{2}}}}
| Format                        | Breite (B) [mm] | Höhe (H) [mm] | Diagonale (ø) [mm] |
| ----------------------------- | --------------- | ------------- | ------------------ |
| Kleinbild                     | 36,0            | 24,0          | 43,27              |
| Analog APS-C                  | 25,1            | 16,7          | 30,1               |
| Analog APS-H                  | 30,2            | 16,7          | 34,5               |
| Analog APS-P                  | 30,2            | 9,5           | 31,7               |
| Four Thirds                   | 17,3            | 13            | 21,6               |
| Nikon DX-Format               | 23,6 … 24,0     | 15,8 … 16,0   | 28,4 … 28,8        |
| Canon xx0D, x0D, 7D           | 22,2 … 22,5     | 14,8 … 15,0   | 26,7 … 27,0        |
| Canon 1D                      | 28,8            | 19,2          | 34,6               |
| Canon 1Ds, 5D, Nikon D700, D3 | 35,8 … 36,0     | 23,9          | 43,2               |

### Historische Formate
In der Analogphotographie mit Silberhalogenidfilmen werden neben dem Kleinbildformat für professionelle Zwecke auch Kameras mit Negativen in diversen Formaten im Mittelformat und diversen Formaten für Großbildkameras verwendet.
| Format                      | Breite (B) [mm] | Höhe (H) [mm] | Diagonale (ø) [mm] |
| --------------------------- | --------------- | ------------- | ------------------ |
| Kleinbild                   | 36,0            | 24,0          | 43,27              |
| Mittelformat (56 * 41,5 mm) | 56              | 41,5          | 69,7               |
| Mittelformat (56 * 56 mm)   | 56              | 56            | 79,2               |
| Mittelformat (56 * 72 mm)   | 56              | 72            | 91,2               |
| Mittelformat (56 * 89 mm)   | 56              | 89            | 105,2              |
| Großformat 10 * 12,6 cm     | 100             | 126           | 160,9              |
| Großformat 13 * 18 cm       | 130             | 180           | 222,0              |
| Großformat 18 * 24 cm       | 180             | 240           | 300,0              |

## Flächennutzung und Sensorformat
Üblicherweise sind Sensoren und Filme rechteckig, die Objektive liefern hingegen eine kreisförmige Abbildung. Nimmt man einen Film oder Sensor, dessen Diagonale D genau dem Bildkreis entspricht, so kann man feststellen, dass nur ein Teil der Abbildung, die das Objektiv liefert, auch tatsächlich vom Sensor bzw. Film aufgezeichnet wird. Dieses Verhältnis kann man über die Seitenlängen des rechteckigen Sensors (B, H) berechnen und zur Fläche des Bildkreises ins Verhältnis setzen, den das Objektiv mindestens liefern muss, um nicht zu vignettieren:
{\displaystyle {\frac {A_{\text{Sensor}}}{A_{\text{Bildkreis}}}}={\frac {B\cdot H}{\frac {\pi \,D_{\text{min}}^{2}}{4}}}={\frac {4}{\pi \cdot ({\frac {B}{H}}+{\frac {H}{B}})}}}
Daraus lässt sich ableiten, dass ein Sensor im 3:2-Format (Kleinbildfilm, Vollformat, APS-Formate) die vom Objektiv im Bildkreis abgebildete Fläche im besten Falle zu etwa 59 % ausnutzen kann, ein Sensor im 4:3-Format (verwendet von den meisten Kompakt-Digitalkameras) zu etwa 61 % (16:9: nur ca. 54 %) und eine quadratische Sensorfläche (z. B. 6×6-Film) geometrisch ideal mit einer Nutzung von ca. 64 % wäre.